# Подводные лодки типа J
Подводные лодки типа J — серия из семи подводных лодок, построенных для  Королевского флота. Разработка лодок началась до Первой мировой войны в связи со слухами, что Германия проектирует быстроходные подводные лодки, способные действовать в составе соединений надводных кораблей. Шесть единиц были построены в середине 1916 года, а седьмая поступила на вооружение в конце 1917 года.
Хотя лодки типа J был крупнее и мощнее предыдущих британских подводных лодок, они всё же были слишком тихоходными для совместных действий с надводными кораблями и в  военное время действовали независимо от них. Подводные лодки этого типа  потопили одну германскую подводную лодку, сильно повредили два линкора и потеряли одну лодку J6 от дружественного огня.
После войны шесть уцелевших подводных лодок были переданы Королевскому флоту Австралии (RAN). Все шесть были выведены из состава флота в течение 1920-х годов. Две были превращены в волнорезы в заливе Порт-Филлип, а четыре затоплены на кладбище кораблей близ Порт-Филлипа.

## Конструкция
Незадолго до Первой мировой войны до британского флота дошли неверные сообщения о том, что Германия планируют создать быстрые подводные лодки для совместных действий с надводным флотом, и британские кораблестроители предприняли усилия по постройке аналогичных лодок. Основным требованием была высокая надводная скорость, соответствующая скорости боевых кораблей. Чтобы удовлетворить это требование, DNC спроектировала трёхвальную подводную лодку, длина которой была на 30 м больше, чем у лодок типа E, электродвигатели приводили в движение два внешних вала, а для достижения высоких ходовых характеристик в надводном положении в качестве прототипа для обводов корпуса был взят лёгкий крейсер. Это привело к созданию дизель-электрической конструкции, уникальной для Королевского флота.
Требуемая мощность дизельного двигателя составляла 1200 л.с. Чтобы удовлетворить это требование, Vickers Limited, ведущая компания по производству дизелей для подводных лодок, решила произвести 12-цилиндровую версию своих успешных 6- и 8- цилиндровых двигателей с мощностью 100 л.с. на один цилиндр, которые устанавливались на лодках  типа D и E соответственно. Новые двигатели имели те же размеры цилиндров (368 мм диаметр и 381 мм ход поршня) и выдавали на валу 1200 л. с. при 380 оборотах в минуту. Эти двигатели в дальнейшем устанавливались на подводных лодках типов J, L и M.
Лодки были вооружены четырьмя носовыми и двумя бортовыми аппаратами для 457-мм торпед, они стали первыми британскими подводными лодками с четырьмя носовыми торпедными аппаратами. Несмотря на то, что проектная скорость составляла 19,5 уз., лодки достигали только 19 уз. Это в дальнейшем заставило конструкторов вернуться к паровым двигателям, которые были установлены на следующей серии лодок типа К. Автономность лодок типа J была значительно выше, чем у лодок предыдущих типов.
Первоначально было заказано восемь лодок, хотя две были в дальнейшем отменены, а седьмая была построена позже по несколько измененному проекту. Первые шесть лодок были заложены в период с марта по май 1915 года, а J7 — в августе 1916 года. В строй они вступили с апреля по август 1916 года и в ноябре 1917 года соответственно.

## История службы

### Королевский флот
Первая лодка, HMS J4, была сдана в эксплуатацию в разгар войны 17 июля 1916 года и приписана к 11-й флотилии подводных лодок в Блите, Нортамберленд, где к ней вскоре присоединились остальные пять лодок. Эти большие подводные лодки с их высокой скоростью и мощным вооружением считались престижными, и среди их первых командиров были такие известные личности, как Нэсмит, Бойл и Хортон.
Подводные лодки типа J принимали участие в боевых действиях против немецких надводных кораблей и немецких подводных лодок у берегов Тайна и у Гибралтара. 5 ноября 1916 года, лодка J1 заметила группу из четырех немецких линкоров на расстоянии около 4 км и произвел залп четырьмя торпедами, две из которых попали в цель — одна в линкор «Гроссер Курфюрст», другая в линкор «Кронпринц». Оба вражеских линкора получили значительные повреждения. 7 июля 1917 года, лодка J2 заметила подводную лодку противника и произвела залп четырьмя торпедами, одна из которых, очевидно, попала, потопив германскую лодку U-99. Лодка J6 была потоплена в 1918 году недалеко от Блита в результате дружественного огня корабля-ловушки Cymric, капитан которого принял надпись J 6 на лодке за немецкое U 6, погибли 15 человек.

### Королевский военно-морской флот Австралии
Правительство Австралии намеревалось включить подводные лодки в свой новый флот до начала войны и заказало лодки AE1 и AE2 типа E. Ранняя потеря обеих этих лодок сорвала амбиции Австралийского флота, который искал замену еще в октябре 1914 года, планируя потратить для этой цели 125 000 фунтов, однако война помешала осуществить эти планы. В 1916 году менеджер верфи острова Какаду отправил группу из десяти человек для изучения строительства подводных лодок в Великобритании, планируя построить свои собственные лодки, но прежде, чем удалось добиться какого-либо прогресса, появилась перспектива получить списанные английские лодки.
В конце войны Королевский флот стремился укрепить свою большую программу строительства военного времени, отказавшись от старых кораблей или кораблей с 18-дюймовыми торпедными аппаратами, в пользу патрульных лодок типа L и прибрежных типа H, вооруженых 21-дюймовыми (533-мм) торпедами.
Тип J с их более старыми торпедами и устаревшей тактической концепцией и был предложен австралийскому правительству в качестве безвозмездной помощи. Плавучую базу HMAS Platipus Австралия заказала ещё до войны. Коммандер (капитан II ранга) английского флота E.C. Boyle был назначен командующим флотилией, а шесть английских младших лейтенантов и матросы-добровольцы английского и австралийского флота, в том числе члены экипажа AE2, сформировали экипажи из шести лодок.
Подводные лодки и плавучая база покинули Великобританию 8 апреля 1919 года, прошли через Гибралтар, Мальту, Суэц, Аден, Коломбо, Сингапур, остров Терсди и залив Мортон и прибыли в Сидней 15 июля 1919 года.
По прибытии возникла острая необходимость в ремонте и замене батарей, учитывая их большую нагрузку в военное время, ограниченное обслуживание и поломки во время перехода. Кратковременный ремонт всех лодок проводился в конце 1919 года, в то время как J3 и J7 в начале 1920 года встали капитальный ремонт, который должен был продлиться более года, в то время как другие четыре лодки, приписанные к базе в Джилонге, Виктория, завершили программу учений мирного времени. Практические отчеты показывают, что в последней четверти 1920 года лодки совершили восемьдесят учебных подводных атак, из которых 39 были сочтены удачными. Между тем капитальный ремонт J3 и J7 на острове Какаду затягивался. В марте 1921 года было подсчитано, что затраты на переоборудование достигли 73 500 фунтов для J3 и 110 861 фунт для J7, тогда как годовые эксплуатационные расходы лодок этого типа составляли 28 300 фунтов стерлингов.
В апреле 1921 года лодки находились в следующем состоянии:
- J1 — находится в Сиднее с неисправной батареей, которая нуждается в замене. Не может погружаться.
- J2 — находится в Сиднее с тяжёлыми повреждениями двигателя и батареи. Требует ремонта по завершении модернизации J3.
- J3 — находится в Сиднее, большинство дефектов устранено, новые батареи прибыли на верфь и распакованы.
- J4 — в строю, планируется замена батареи в декабре 1921 г.
- J5 — в строю, планируется замена батареи в феврале 1922 г.
- J7 — Новый аккумулятор ожидается в мае, дефекты планируется устранить к декабрю 1921 года.

Большие затраты на ремонт, плохое материальное состояние флота и общее сокращение военно-морских расходов после войны заставили вывести несколько лодок в резерв. В июле 1921 года Бойл составил план, согласно которому в строю оставались три лодки (J3, J4 и J7), а три выводились в резерв (J1, J2 и J5). Этот план был утверждён в августе. На базе Флиндерс были выполнены дноуглубительные работы, строительство причала и размещены резервные бригады. Ожидалось, что план позволит сэкономить от 100 000 до 130 000 фунтов стерлингов в год.
В начале 1922 года лодки завершили учения в Джилонге, а J3 и J4 участвовали в учениях флота в Хобарте. 20 марта дноуглубительные работы на базе Флиндерс были завершены, J1, J4 и J5 были отправлены из Джилонга и поставлены на прикол. Вскоре после этого правительство сообщило, что военно-морские расходы будут урезаны еще на 500 000 фунтов стерлингов, в результате чего у Военно-морского совета не оставалось иного выбора, кроме как законсервировать все шесть лодок. Был ряд предложений по использованию кадрового состава с минимальными затратами на J7, лодке в лучшем состоянии, но эти предложения не были приняты. Все лодки постепенно списывались и передавались на утилизацию. J1, J2, J4 и J5, были затоплены в проливе Басса, примерно в 4 км к западу-юго-западу от входа в залив Порт-Филлип и в настоящее время являются популярными объектами для любителей дайвинга. Остальные две подводные лодки были затоплены как волнорезы в заливе Порт-Филлип, при этом J3 находилась недалеко от острова Суон в Квинсклиффе. 

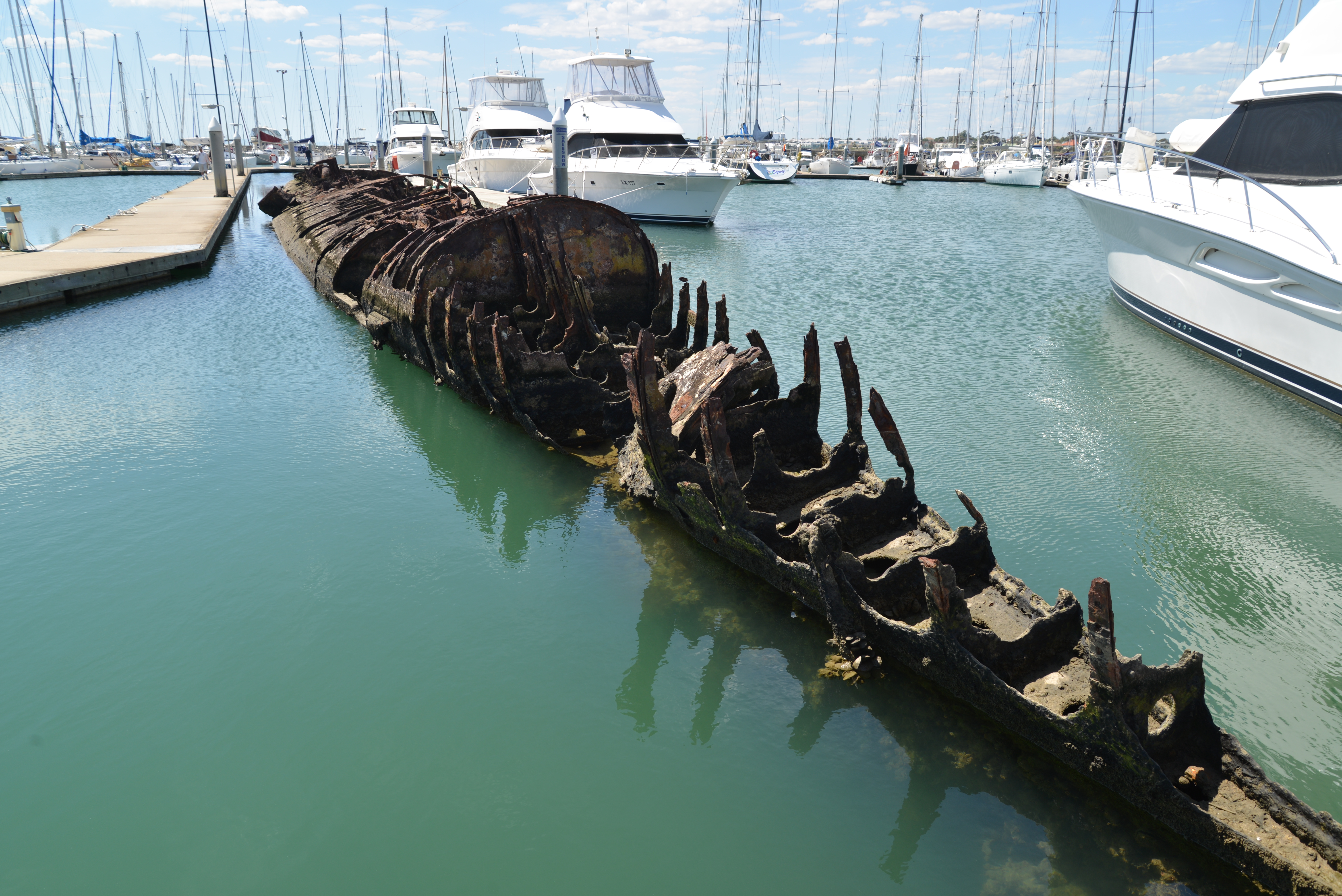
Останки подводной лодки J7 у пристани Сандрингемского яхт-клуба, 2014 год

J7 была списана последней; поступали предложения об использовании её в качестве учебного корабля. Некоторое время она использовалась для обеспечения верфи электроэнергией, в 1927 году списана и в 1930 году и затоплена в яхт-клубе Сандрингема в качестве волнореза. Через несколько лет после этого был возведён каменный волнорез, и корпус J7 остался заброшенным, возвышаясь над водой и медленно разрушаясь, слишком невыгодный для утилизации. По состоянию на 2014 год продолжал находиться в гавани яхт-клуба.

## Награда за инженерное наследие
Подводные лодки получили Национальный знак инженерного наследия от Engineers Australia в рамках программы признания инженерного наследия.

## Состав серии
| Название                                         | Верфь                                            | Заложена                                         | Спущена                                          | В строю                                          | Списана                                          | Примечания                                       |
| подводные лодки типа J (1210/1760 т, 19/9,5 уз.) | подводные лодки типа J (1210/1760 т, 19/9,5 уз.) | подводные лодки типа J (1210/1760 т, 19/9,5 уз.) | подводные лодки типа J (1210/1760 т, 19/9,5 уз.) | подводные лодки типа J (1210/1760 т, 19/9,5 уз.) | подводные лодки типа J (1210/1760 т, 19/9,5 уз.) | подводные лодки типа J (1210/1760 т, 19/9,5 уз.) |
| ------------------------------------------------ | ------------------------------------------------ | ------------------------------------------------ | ------------------------------------------------ | ------------------------------------------------ | ------------------------------------------------ | ------------------------------------------------ |
| J1                                               | Portsmouth DY                                    | 03.1915                                          | 11.1915                                          | 04-08.1916                                       | 1920-е гг.                                       | Передана ВМС Австралии                           |
| J2                                               | Portsmouth DY                                    | 03.1915                                          | 11.1915                                          | 04-08.1916                                       | 1920-е гг.                                       | Передана ВМС Австралии                           |
| J3                                               | Pembroke DY                                      | 04.1915                                          | 12.1915                                          | 04-08.1916                                       | 1920-е гг.                                       | Передана ВМС Австралии                           |
| J4                                               | Pembroke DY                                      | 04.1915                                          | 02.1916                                          | 17.07.1916                                       | 1920-е гг.                                       | Передана ВМС Австралии                           |
| J5                                               | Devonport DY                                     | 05.1915                                          | 09.1915                                          | 04-08.1916                                       | 1920-е гг.                                       | Передана ВМС Австралии                           |
| J6                                               | Devonport DY                                     | 05.1915                                          |                                                  |                                                  | 1918†                                            | Потоплена дружественным огнём                    |
| J7                                               | Devonport DY                                     | 08.1916                                          | 02.1917                                          | 11.1917                                          | 1920-е гг.                                       | Передана ВМС Австралии                           |